# وییا دل روساریو (نورته ده سانتاندر)
وییا دل روساریو (نورته ده سانتاندر) (به اسپانیایی: Villa del Rosario, Norte de Santander) یک سکونتگاه مسکونی در کلمبیا است که در بخش نورته د سانتاندر واقع شده‌است.

## خصوصیات
وییا دل روساریو ۲۲۸ کیلومترمربع مساحت و ۸۰٬۴۹۷ نفر جمعیت دارد و ۴۴۰ متر بالاتر از سطح دریا واقع شده‌است.